# Anta de Cunha Baixa
L'Anta de Cunha Baixa ou Casa da Orca de Cunha Baixa) est un dolmen situé dans la freguesia de Cunha Baixa (pt), sur le territoire de la municipalité de Mangualde (district de Viseu, Portugal),. 
Le mot anta est l'équivalent portugais d'« ante » (pilier terminal d'un temple grec ou romain), mais il est aussi employé pour désigner les pierres d'un dolmen ou le dolmen lui-même. Environ 5 000 structures mégalithiques de ce type ont été construites au Néolithique dans l'ouest de la péninsule Ibérique par les successeurs de la culture de la céramique cardiale ou Cardial.
Le mot mamoa (pt) est utilisé dans le nord-ouest de la péninsule Ibérique pour désigner les tumulus funéraires caractéristiques du Néolithique.
Il est classé  « monument national » depuis 1910.

## Description
Ce monument mégalithique, date d'entre 3000 et 2500 av. J.-C., probablement de la culture campaniforme.
La chambre funéraire est polygonale d'environ 3 m de diamètre pour une hauteur de 3,20 m, avec neuf orthostates en granite et une dalle de recouvrement. À l'entrée de la chambre, deux piliers rectangulaires ont été placés pour soutenir la dalle de fermeture qui a été renversée à l'intérieur du couloir. Le long couloir d'accès de plus de 7 m est doté de huit piliers de chaque côté et d'une dalle de couverture près de la chambre.
Il s'agit d'un exemple de sépulture collective. Elle ne possède pas de tumulus (mamoa en portugais), car il a probablement été détruit. Initialement étudié par Leite de Vasconcelos (pt), c'est en 1987 que Raquel Vilaça et Domingos Cruz ont entrepris les travaux de restauration de cette tombe préhistorique.

### Fouilles archéologiques
Les fouilles ont révélé des piliers peints et gravés, et les matériaux mis au jour témoignent d'une phase tardive du mégalithisme dans la région. La construction remonte à environ 5 000 ans et a été utilisée jusqu'à une époque très tardive, les derniers matériaux déposés datant de l'âge du bronze.
Ses vestiges sont conservés au musée national d'Archéologie de Lisbonne. Ils se composent de haches en pierre polie, de lames de silex, de microlithes et de fragments de céramique.

## Galerie

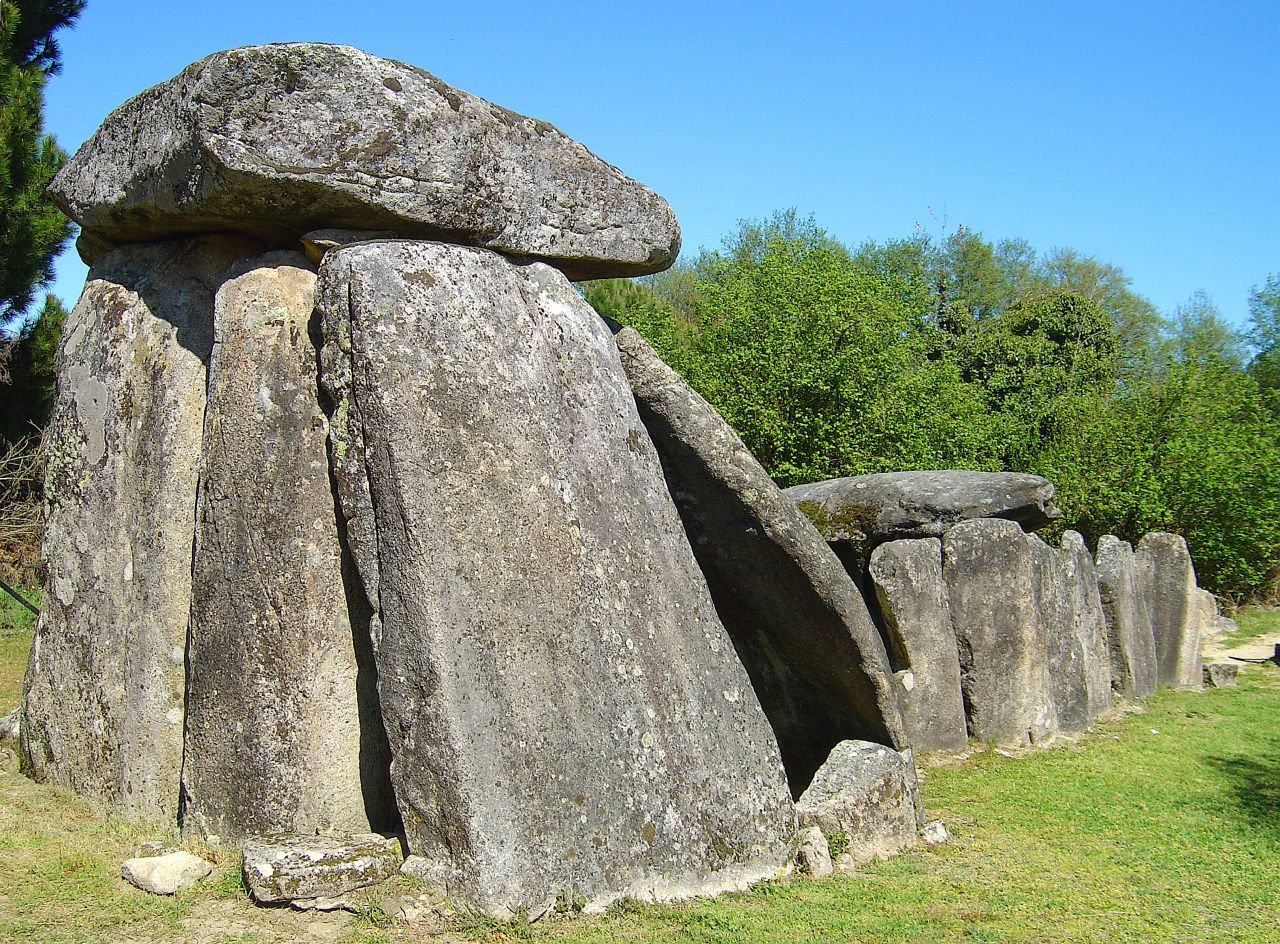
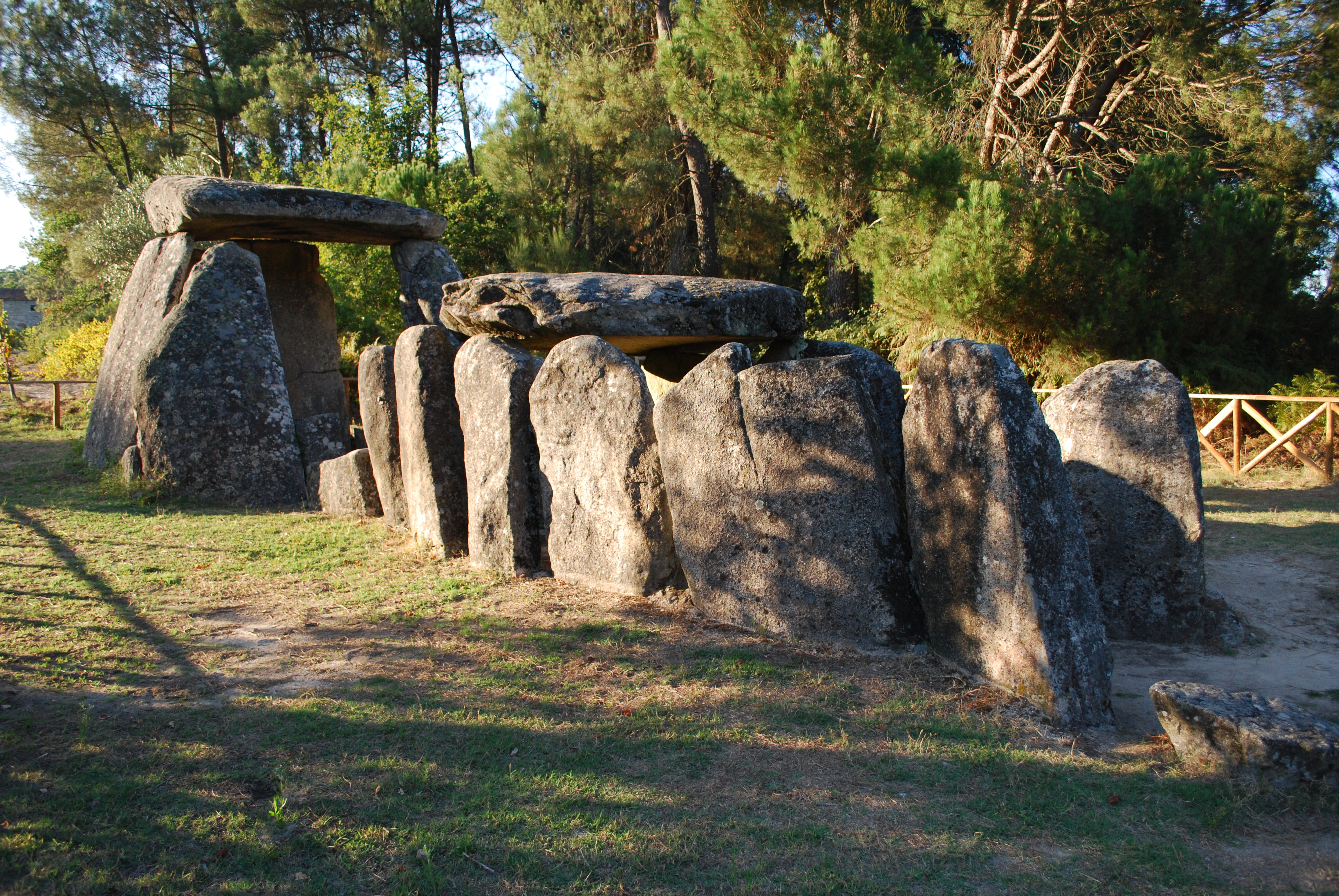
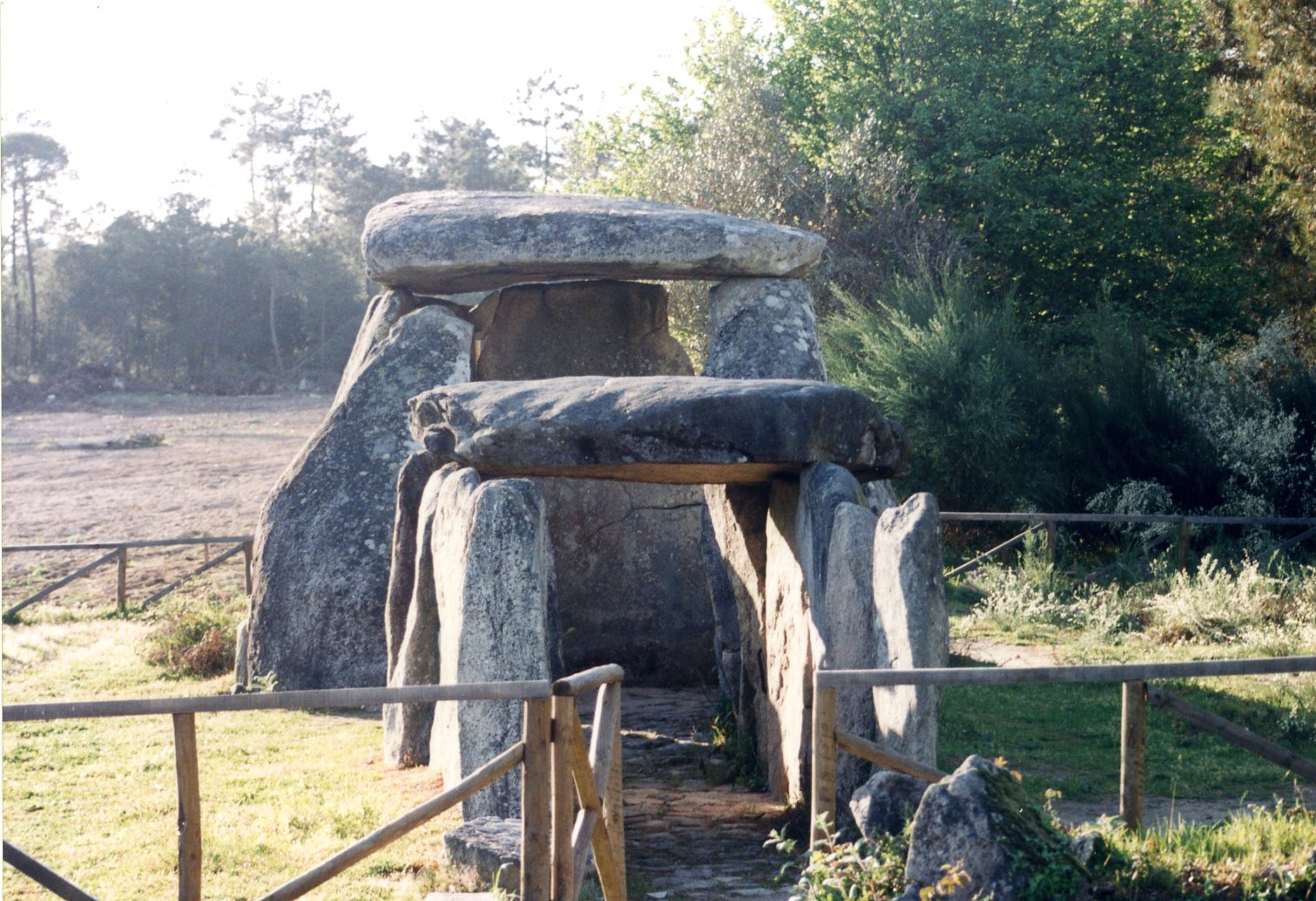